# Wimbledon Championships 1960
Die 74. Auflage der Wimbledon Championships (ein Tennisturnier) fand 1960 auf dem Gelände des All England Lawn Tennis and Croquet Club an der Church Road statt.
In diesem Jahr verwendete Jan Lehane als erste Spielerin die beidhändige Rückhand.

## Herreneinzel
Im rein australischen Finale siegte Neale Fraser über Rod Laver.

## Dameneinzel
Maria Bueno verteidigte ihren Titel. Im Finale schlug sie Sandra Reynolds-Price in zwei Sätzen.

## Herrendoppel
Im Herrendoppel siegten Rafael Osuna und Dennis Ralston.

## Damendoppel
Im Damendoppel gewannen Maria Bueno und Darlene Hard den Titel.

## Mixed
Wie bereits im Vorjahr siegten erneut Darlene Hard und Rod Laver im Mixed.

## Quelle
- J. Barrett: Wimbledon: The Official History of the Championships. Harper Collins Publishers, London 2001, ISBN 0-00-711707-8.